# كزافييه برتراند
كزافييه برتراند (بالفرنسية: Xavier Bertrand) هو سياسي فرنسي، ولد في 21 مارس 1965 في فرنسا. حزبياً، نشط في الاتحاد من أجل حركة شعبية (17 نوفمبر 2002 – 30 مايو 2015) والتجمع من أجل الجمهورية ( 17 نوفمبر 2002) والجمهوريون (30 مايو 2015 – 11 ديسمبر 2017).

## مناصب
- انتخب وزير.
- انتخب نائب فرنسي عن دائرة Aisne's 2nd constituency [الإنجليزية]‏ خلال فترته النيابية (20 يونيو 2012 – 12 يناير 2016).
- انتخب نائب فرنسي عن دائرة Aisne's 2nd constituency [الإنجليزية]‏ خلال فترته النيابية [الإنجليزية]‏ (20 يونيو 2007 – 19 يوليو 2007).
- انتخب نائب فرنسي عن دائرة Aisne's 2nd constituency [الإنجليزية]‏ خلال فترته النيابية [الإنجليزية]‏ (17 يونيو 2012 – 19 يونيو 2012).
- انتخب نائب فرنسي عن دائرة Aisne's 2nd constituency [الإنجليزية]‏ خلال فترته النيابية [الإنجليزية]‏ (15 فبراير 2009 – 15 ديسمبر 2010).
- انتخب رئيس بلدية [الإنجليزية]‏ سانت كونتين (4 أكتوبر 2010 – 14 يناير 2016).
- انتخب نائب فرنسي عن دائرة Aisne's 2nd constituency [الإنجليزية]‏ خلال فترته النيابية  [لغات أخرى]‏ (19 يونيو 2002 – 30 أبريل 2004).